# Mégalopole du delta de la Rivière des Perles
La mégalopole de la Rivière des Perles désigne une conurbation chinoise située en Chine du Sud, autour du delta de la rivière des Perles, dans la province du Guangdong.
Cette composante géographique est en développement, la qualification de cette vaste région urbaine comme mégalopole est principalement le fait de l'importance démographique des villes qui la composent. La mégalopole ne forme pas un ensemble cohérent comme la mégalopole américaine. En 2016 la Région de la Grande Baie de Guangdong-Hong Kong-Macao est créée par le gouvernement.

## Démographie

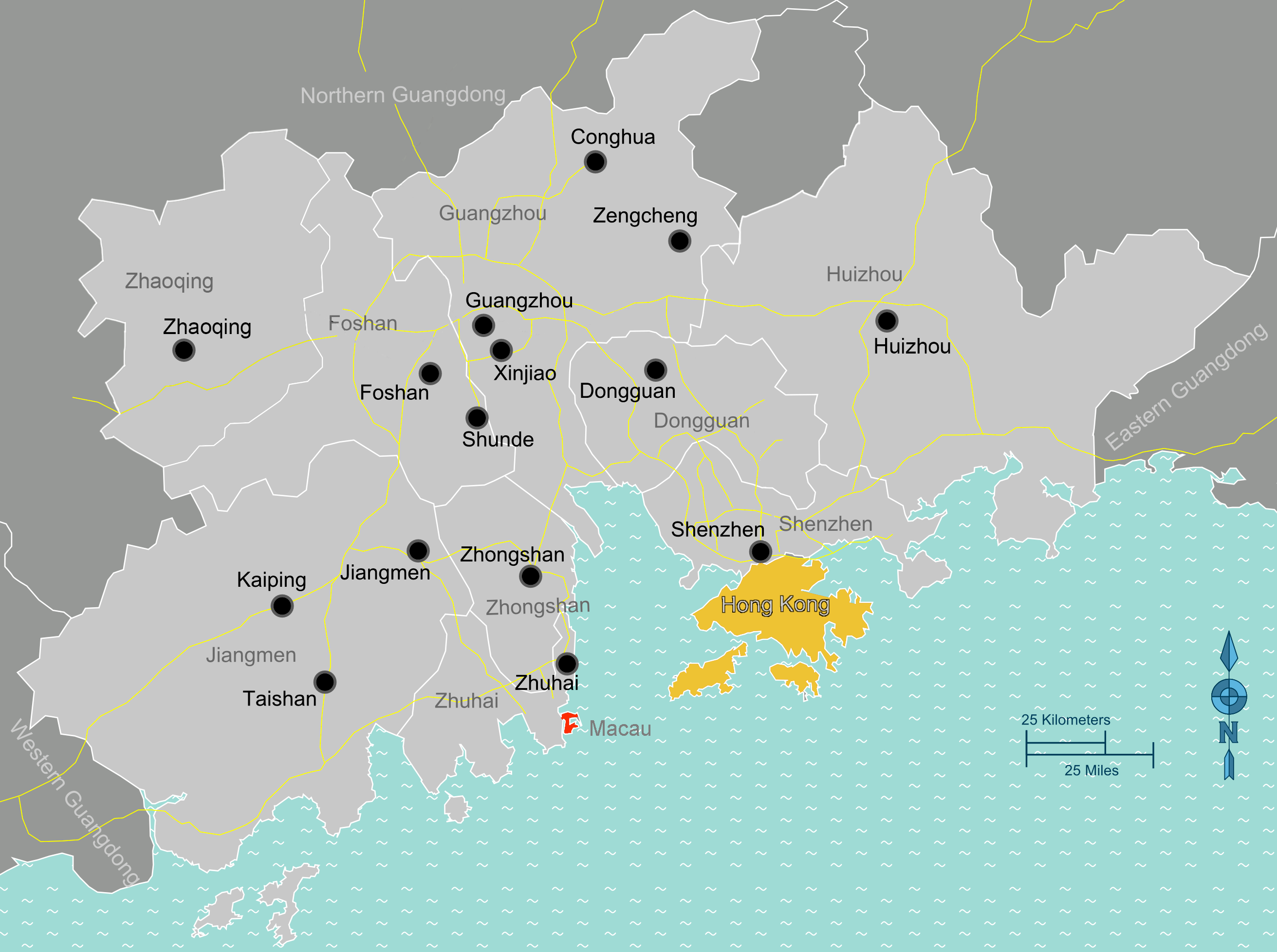
Le delta de la rivière des Perles, avec les villes de Guangzhou (Canton), Shenzhen, Dongguan, Foshan, Hong Kong, Huizhou, Jiangmen, Zhongshan, Zhaoqing, Zhuhai et Macau (Macao).

En 2008, la Chine projetait de créer la mégalopole de la Rivière des Perles, avec près de 70 millions d'habitants, qui comprendrait les principales villes suivantes (estimation de 2015):
- Canton (Guangzhou) : 12,7 millions d'habitants
- Shenzhen : 10,4 millions d'habitants
- Dongguan : 8,2 millions d'habitants
- Hong Kong (région administrative spéciale) : 7,3 millions d'habitants
- Foshan : 7,2 millions d'habitants
- Jiangmen : 6 millions d'habitants
- Zhaoqing : 3,9 millions d'habitants
- Huizhou : 3,8 millions d'habitants
- Zhongshan : 3 millions d'habitants
- Zhuhai : 1,5 million d'habitants
- Macao (région administrative spéciale) : 650 000 habitants

## Projet
Face aux dynamiques qui poussent les pôles urbains à l’explosion démographique, les autorités chinoises envisagent de prendre en main le développement urbain et de le rationaliser à l’échelle de vastes mégalopoles urbaines. Le premier de ces territoires urbains serait la mégalopole de la Rivière des Perles. Il est prévu de fusionner neuf villes de la province du Guangdong dans le but de créer une nouvelle entité métropolitaine de près de 42 millions d’habitants, formant ainsi la plus grande zone urbaine du monde (41 000 km2, soit un peu plus de trois fois la superficie de la région Île-de-France.
La fédération et la structuration de la nouvelle mégalopole devrait se concrétiser par la réalisation d’un grand nombre de projets d’infrastructures (150 au total) de transports mais également de télécommunications et de réseaux (eau, énergie, électricité, etc.) pour un coût total de près de 220 milliards d’euros.
Parmi ces travaux, le gouvernement envisage la création d’une trentaine de lignes de train qui devraient, par leur niveau de service, réduire les temps de parcours et ainsi contracter la distance entre les villes de la future mégalopole. De plus, un « pont » de 55 km de long a été construit entre Hong Kong et Macao, nommé le Pont Hong Kong-Zhuhai-Macao. Cet ouvrage, qui comprend un ensemble de viaducs et un tunnel, a été ouvert au public le 24 octobre 2018,.
Un regroupement des villes concernées en une mégalopole est officiellement acté par le gouvernement chinois depuis 2016, sous le nom de « GBA (Guangdong-Hong Kong-Macao Greater Bay Area) » (粤港澳大湾区 en chinois simplifié) ou Région de la Grande Baie de Guangdong-Hong Kong-Macao,.

## Galerie

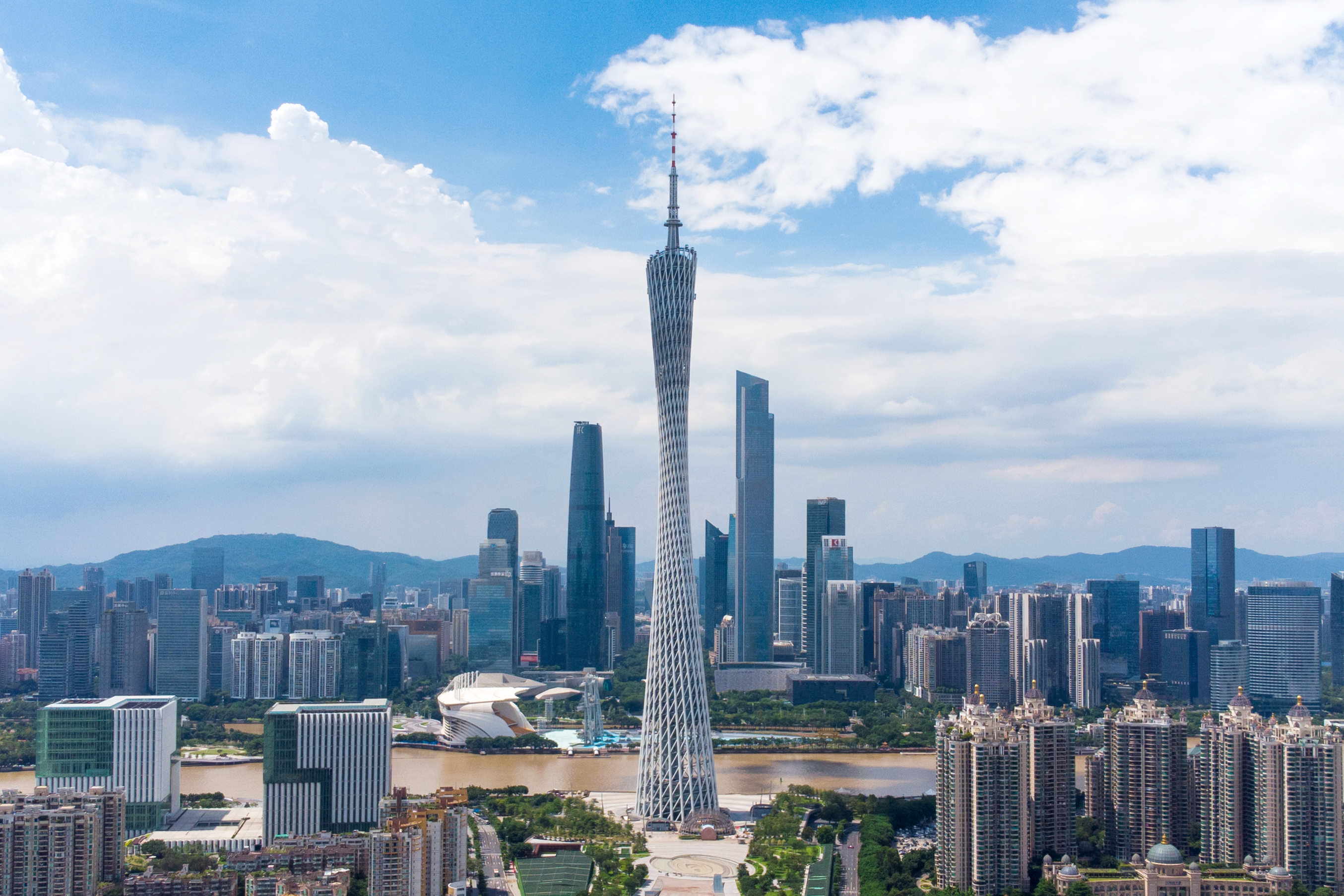
Canton
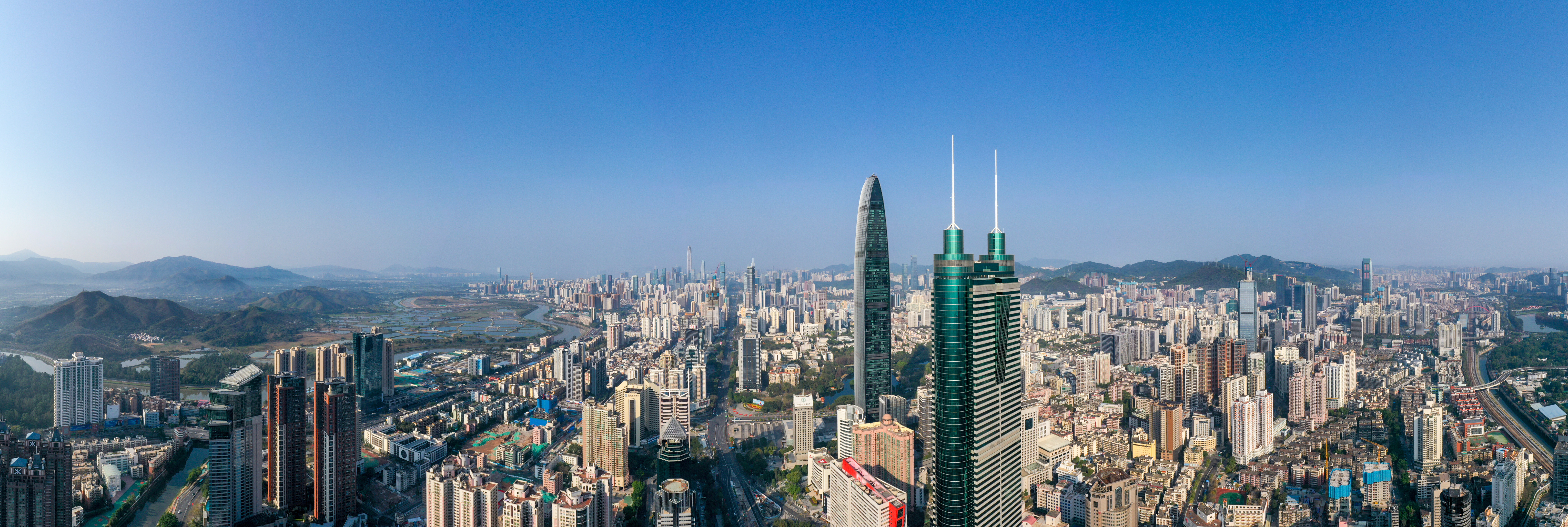
Shenzhen
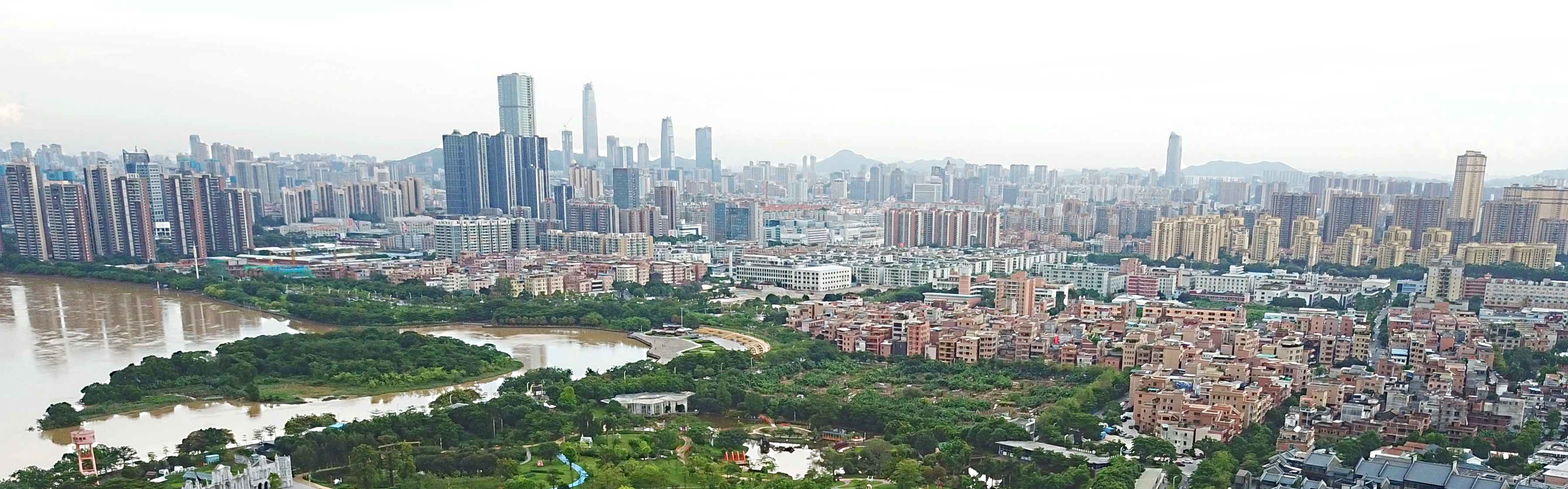
Dongguan
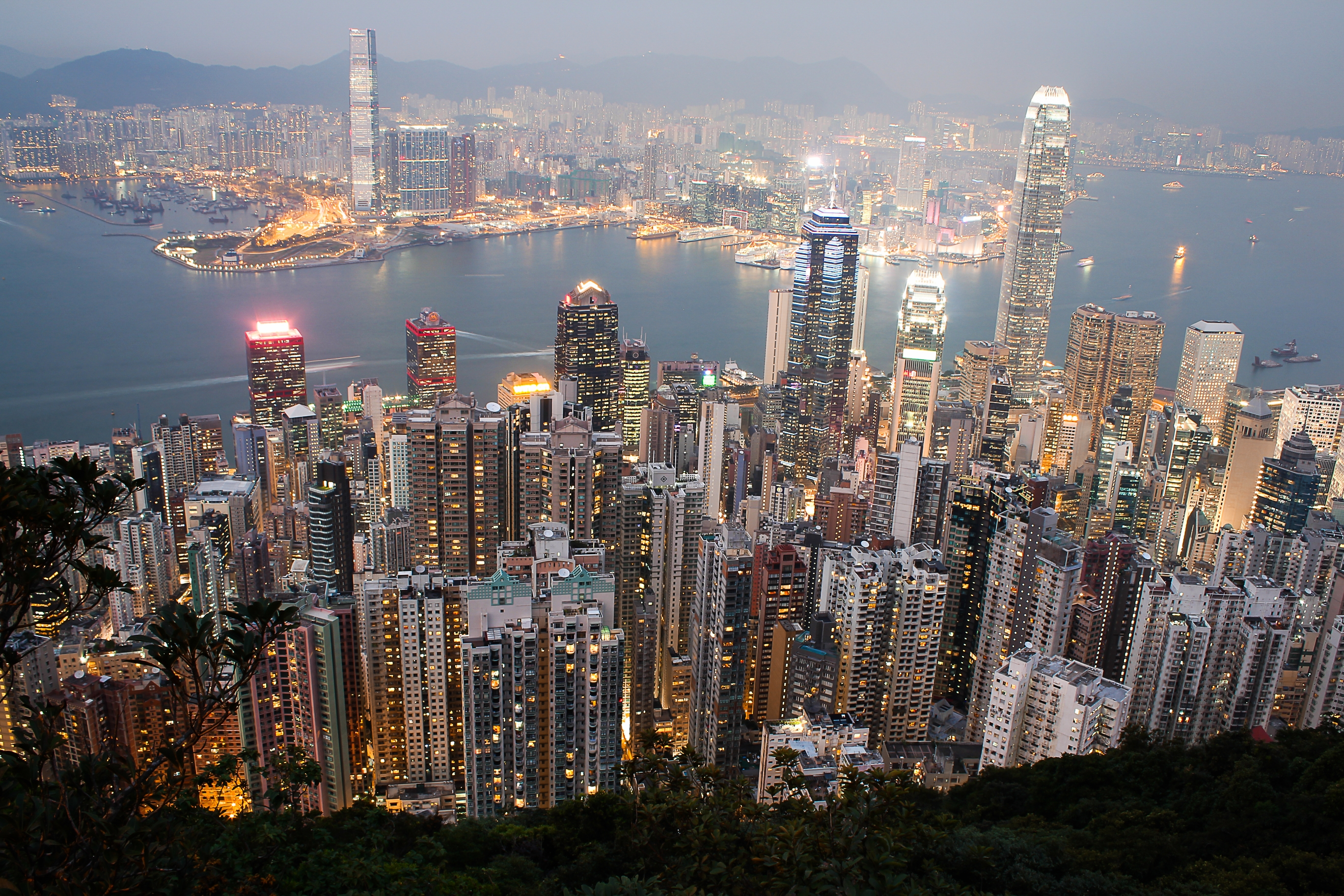
Hong Kong
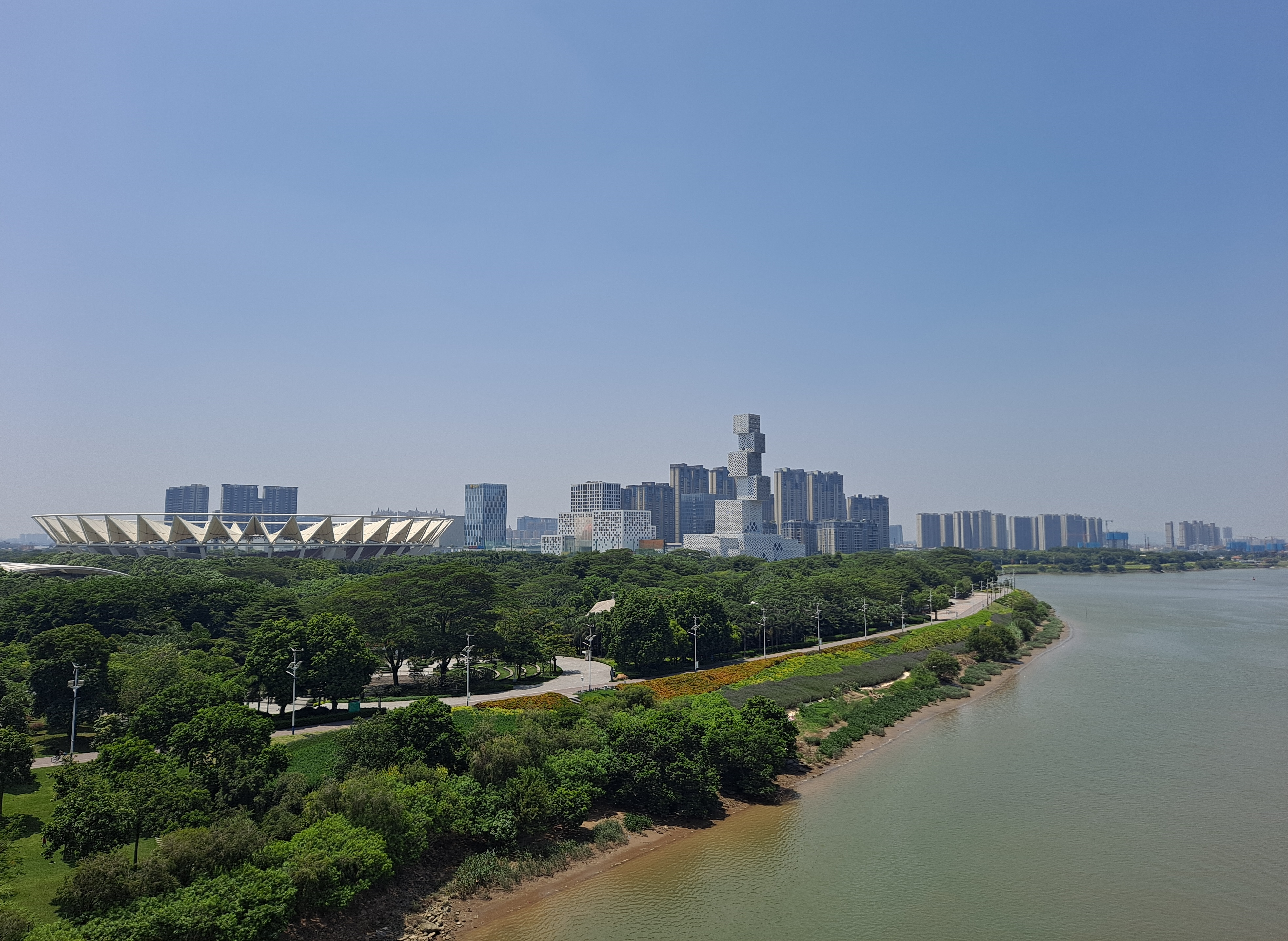
Foshan
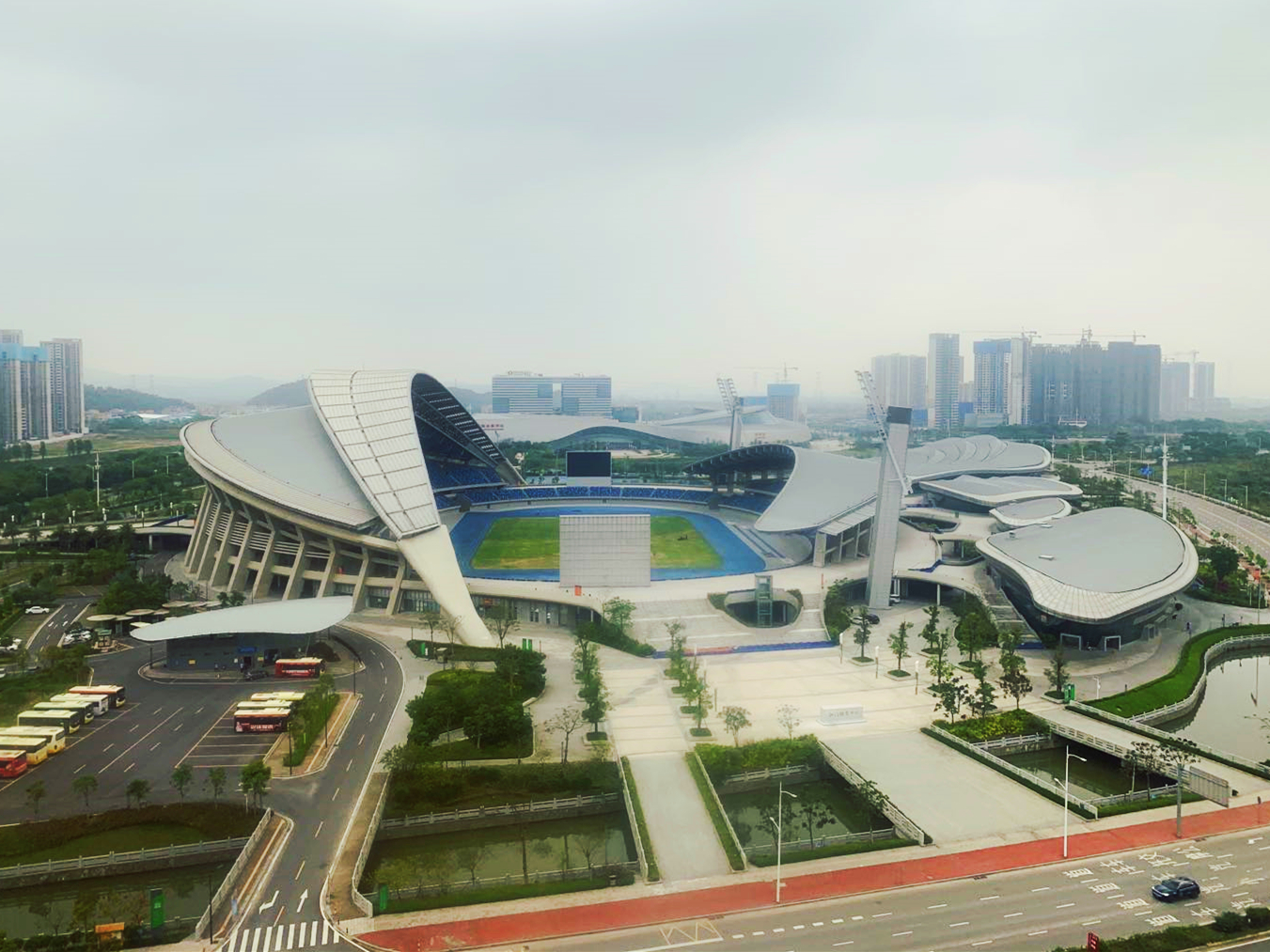
Jiangmen
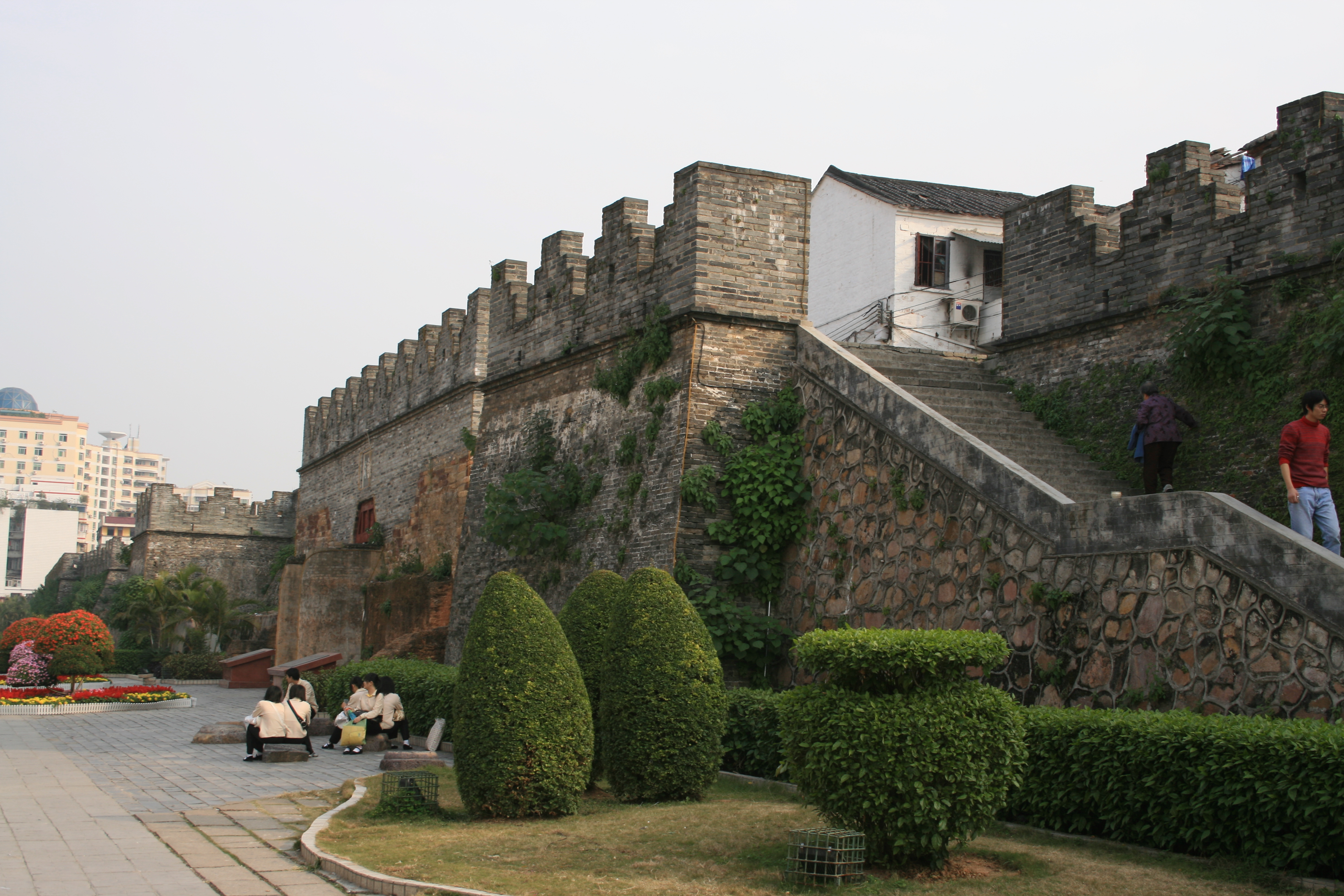
Zhaoqing
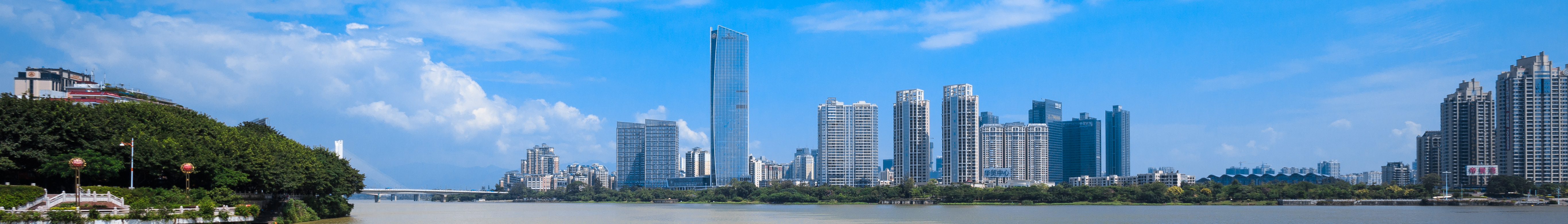
Huizhou
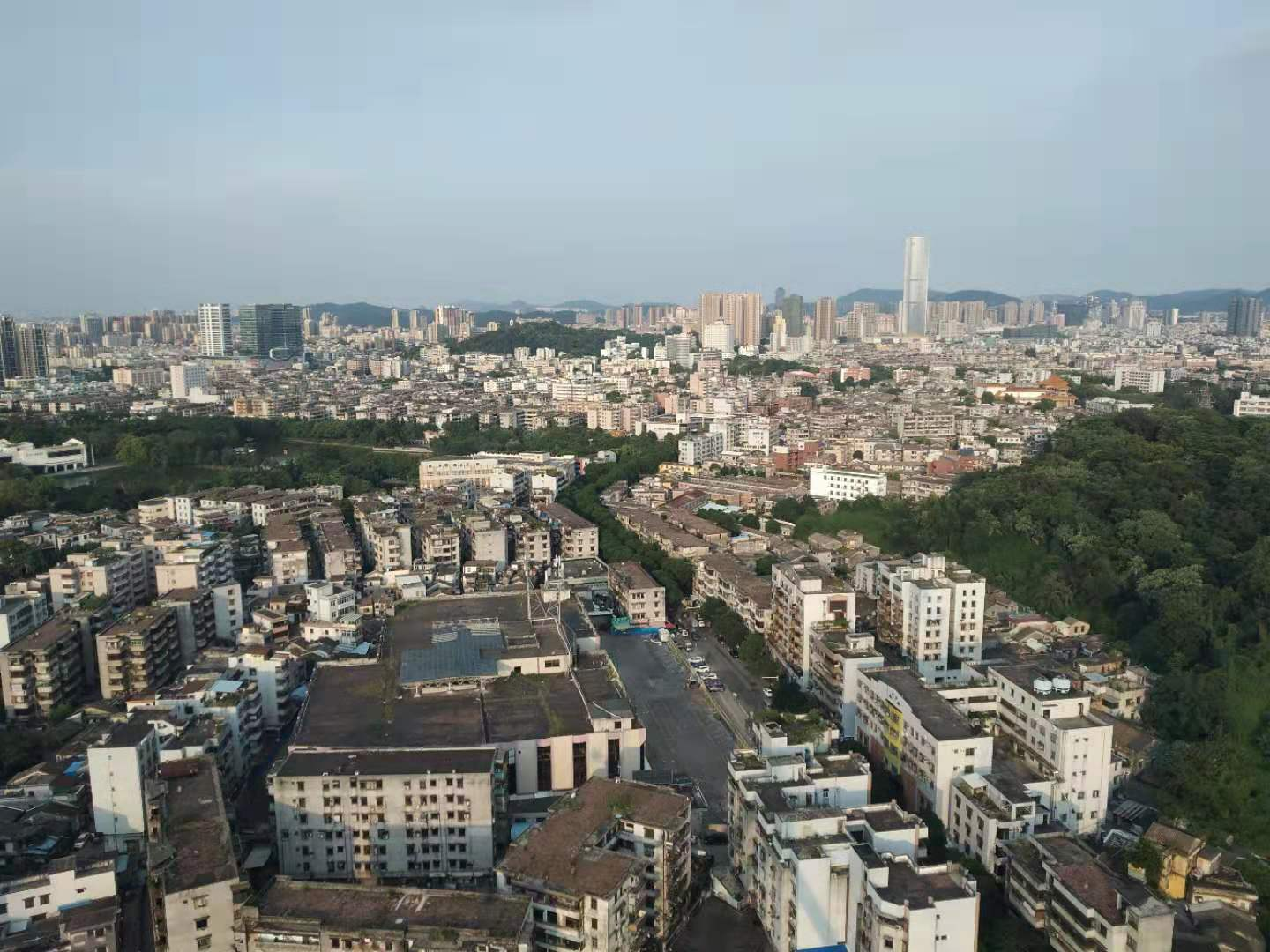
Zhongshan
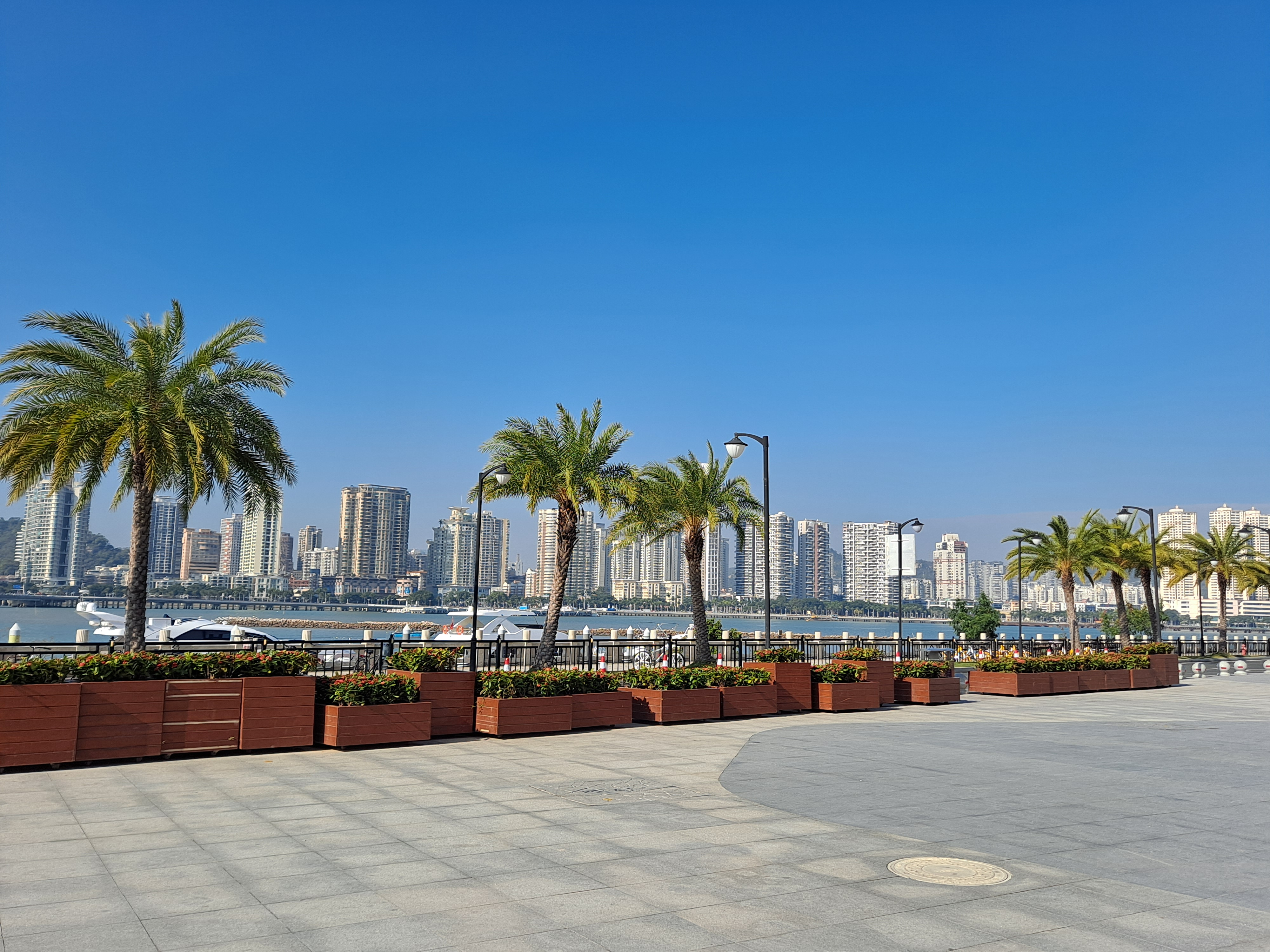
Zuhai
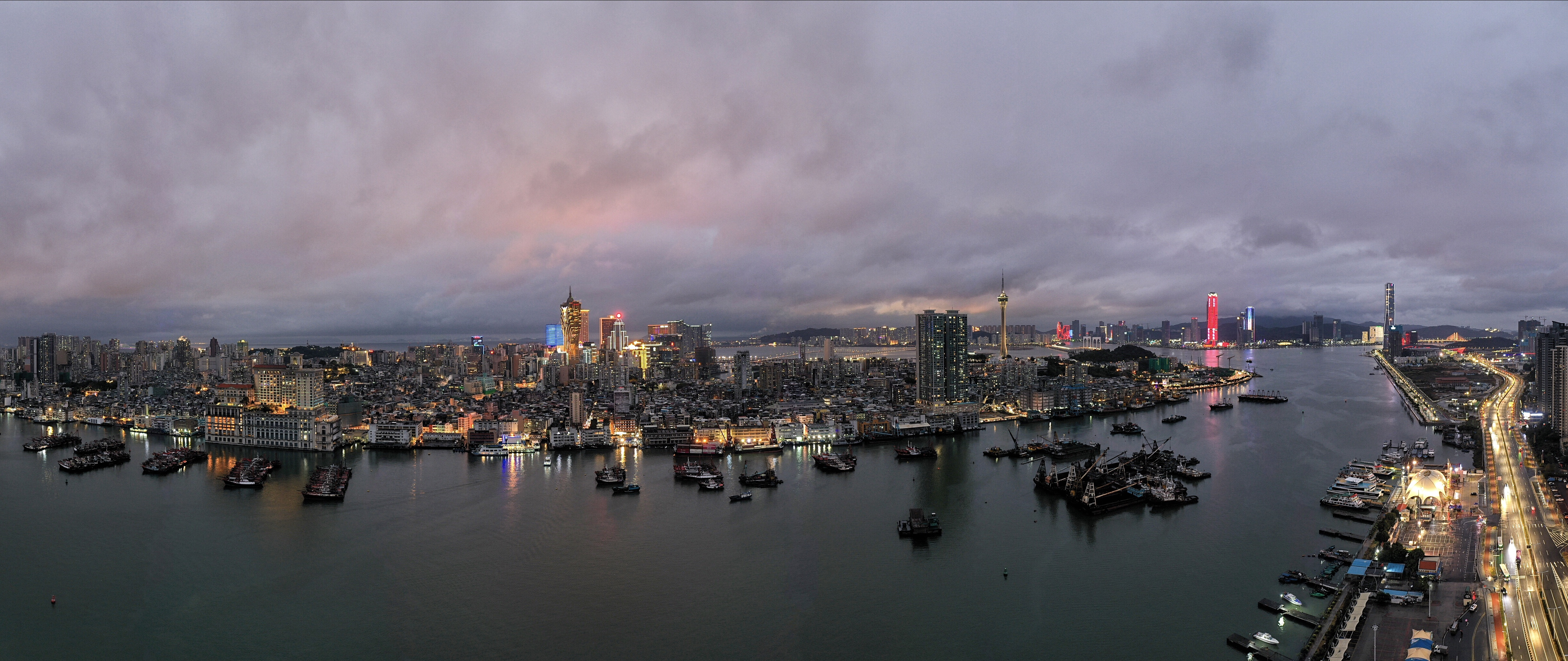
Macau